# Margaux (Frankrijk)
Margaux is een plaats en voormalige gemeente in het Franse departement Gironde (regio Nouvelle-Aquitaine) en telt 1338 inwoners (1999). De oppervlakte bedraagt 7,4 km², de bevolkingsdichtheid is 180,8 inwoners per km². Margaux is op 1 januari 2017 gefuseerd met de gemeente Cantenac tot de gemeente Margaux-Cantenac. 
Beter bekend echter is deze naam als appellation, een wijngebied, binnen het gebied van de Médoc, dat weer ligt in de wijnstreek Bordeaux. Zie verder Margaux (wijngemeente).

## Demografie
Onderstaande figuur toont het verloop van het inwoneraantal van Margaux vanaf 1962.